# Cathrin Carlzon
Frida Cathrin Sofie Levander, född Carlzon den 25 april 1983 i Haninge, är en svensk före detta simmare. Hon tävlade för Södertörns SS och SK Neptun.

## Karriär
1997 var Carlzon en del av Sveriges lag tillsammans med Cecilia Blom, Cecilia Andersson och Johanna Fahlén som tog silver på 4×100 meter frisim vid European Youth Olympic Days i Lissabon. Vid långbane-SM 1998 i Sundsvall var hon en del av Södertörns SS lag som tog brons på 4×100 meter medley samt tog ett individuellt JSM-guld på 50 meter ryggsim. Vid junior-EM 1998 i Antwerpen var Carlzon en del av Sveriges lag tillsammans med Sandra Steffensen, Emma Pålsson och Annica Löfstedt som tog silver på 4×100 meter frisim.
Vid kortbane-EM 2001 i Antwerpen var Carlzon en del av Sveriges lag tillsammans med Johanna Sjöberg, Therese Alshammar och Anna-Karin Kammerling som tog guld på 4×50 meter frisim. Hon simmade även försöksheatet på 4×50 meter medley där Sverige sedermera tog guld i finalen.
Vid kortbane-VM 2002 i Moskva simmade Carlzon försöksheatet på 4×100 meter frisim där Sverige sedermera tog guld i finalen. Vid långbane-EM 2002 i Berlin simmade hon försöksheatet på 4×100 meter frisim där Sverige sedermera tog silver i finalen. Vid kortbane-EM 2002 i Riesa var Carlzon en del av Sveriges lag tillsammans med Josefin Lillhage, Therese Alshammar och Anna-Karin Kammerling som försvarade sitt guld från föregående år på 4×50 meter frisim. Hon simmade även försöksheatet på 4×50 meter medley där Sverige sedermera tog guld i finalen.
Vid långbane-EM 2004 i Madrid var Carlzon en del av Sveriges lag tillsammans med Johanna Sjöberg, Gabriella Fagundez och Josefin Lillhage som tog brons på 4×100 meter frisim. Vid olympiska sommarspelen 2004 i Aten var hon en del av Sveriges lag tillsammans med Josefin Lillhage, Therese Alshammar och Johanna Sjöberg som kvalificerade sig för finalen på 4×100 meter frisim. I finalen ersattes Carlzon av Anna-Karin Kammerling då Sverige slutade på sjunde plats.